# Frank Doubleday (editore)
Frank Nelson Doubleday (Brooklyn, 8 gennaio 1862 – Miami, 30 gennaio 1934) è stato un editore statunitense, fondatore della casa editrice Doubleday nel 1897.
Figlio di un cappellaio, iniziò a lavorare già da bambino. Affascinato dal mondo delle stamperie, all'età di 10 anni aveva già risparmiato abbastanza da poterne avviare una propria. Costretto ad abbandonare la scuola a 14 anni, a causa del fallimento dell'azienda di suo padre, trovò un lavoro alla Charles Scribner's Sons per tre dollari la settimana.
Alla Scribner vi rimase per 18 anni, diventando tra l'altro l'editore dello Scribner's Magazine. Nel 1897, abbandonò la Scribner ed entrò in società con Samuel McClure, fondando la Doubleday & McClure Company. Il sodalizio si sciolse due anni dopo.
Nel 1900, Doubleday raggiunse un accordo con Walter Hines Page. Lungo gli anni venti, acquisì la casa editrice britannica Heinemann (1921) e la George H. Doran Company (1927).
Si sposò due volte: la prima volta con la storica e naturalista Neltje Blanchan (da cui ebbe un figlio, Nelson); la seconda con Florence Van Wyck.